# Ploskîi Potik, Svaleava
Ploskîi Potik (în ucraineană Плоский Потік) este un sat în comuna Ploske din raionul Svaleava, regiunea Transcarpatia, Ucraina.

## Demografie
Componența lingvistică a localității Ploskîi Potik
     Ucraineană (100%)
Conform recensământului din 2001, toată populația localității Ploskîi Potik era vorbitoare de ucraineană (100%).